# Цильнії (рід)
Цильнії — родина вершників у Стародавньому Римі. Мали етруське коріння з міста Арецум. Були представниками одного із найзнатніших родів Етрурії — Лукумонів. Найбільше його представники відзначились за часів пізньої Римської республіки та принципату. Здебільшого займалися політичною кар'єрою. Цильнії мали когномени Меценат та Прокул.

## Найвідоміші Цильнії
- Гай Цильній Меценат, політичний діяч Риму у 80-90 роки до н. е., відіграв важливу роль у придушенні заколоту Марка Лівія Друза у 91 році до н. е.
- Гай Цильній Меценат, політичний діяч та радник імператора Октавіана Августа, покровитель поетів та діячів мистецтва.
- Гай Цильній Прокул, консул-суффект 87 року.
- Гай Цильній Прокул, консул-суффект 100 року, імперський легат у Верхній Мезії.